# مديرية بني حشيش

تعديل مصدري - تعديل

مديرية بني حُشَيش إحدى مديريات محافظة صنعاء اليمنية. بلغ عدد سكانها 73957 نسمة عام 2004. تقع شرق العاصمة صنعاء مباشرة.

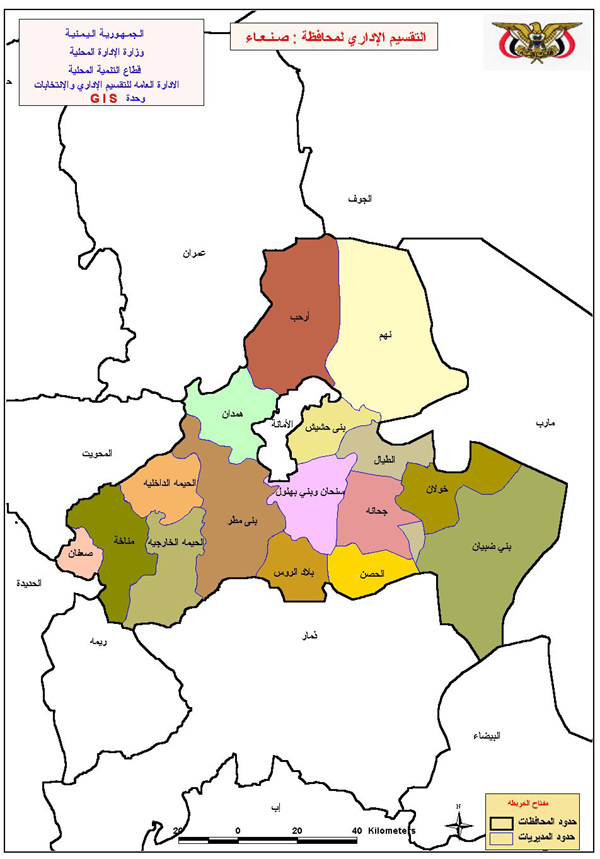
موقع مديرية بني حشيش في محافظة صنعاء